# Траутвілл (Пенсільванія)
Траутвілл (англ. Troutville) — місто (англ. borough) в США, в окрузі Клірфілд штату Пенсільванія. Населення — 230 осіб (2020).

## Географія
Траутвілл розташований за координатами 41°1′46″ пн. ш. 78°47′16″ зх. д. / 41.02944° пн. ш. 78.78778° зх. д. (41.029383, -78.787683).  За даними Бюро перепису населення США в 2010 році місто мало площу 2,00 км², з яких 2,00 км² — суходіл та 0,00 км² — водойми.

## Демографія
Згідно з переписом 2010 року, у селищі мешкали 243 особи в 85 домогосподарствах у складі 66 родин. Густота населення становила 122 особи/км².  Було 92 помешкання (46/км²).
Расовий склад населення:
| - 100,0 % — білих |

До двох чи більше рас належало 0,0 %. Частка іспаномовних становила 1,6 % від усіх жителів.
За віковим діапазоном населення розподілялося таким чином: 28,4 % — особи молодші 18 років, 56,8 % — особи у віці 18—64 років, 14,8 % — особи у віці 65 років та старші. Медіана віку мешканця становила 37,8 року. На 100 осіб жіночої статі у селищі припадало 102,5 чоловіків;  на 100 жінок у віці від 18 років та старших — 83,2 чоловіків також старших 18 років.
Середній дохід на одне домашнє господарство  становив 64 789 доларів США (медіана — 62 656), а середній дохід на одну сім'ю — 70 733 долари (медіана — 64 375). За межею бідності перебувало 7,5 % осіб, у тому числі 14,8 % дітей у віці до 18 років та 10,3 % осіб у віці 65 років та старших.
Цивільне працевлаштоване населення становило 99 осіб. Основні галузі зайнятості: виробництво — 33,3 %, освіта, охорона здоров'я та соціальна допомога — 26,3 %, роздрібна торгівля — 9,1 %, оптова торгівля — 6,1 %.